# Parafia św. Józefa we Włocławku
Parafia Świętego Józefa we Włocławku – rzymskokatolicka parafia we Włocławku, w dzielnicy Zazamcze, należąca do diecezji włocławskiej i dekanatu włocławskiego I. Erygowana przez księdza biskupa Jana Zarębę dekretem z dnia 8 września 1978 roku. Posługę duszpasterską w parafii pełnią księża diecezjalni. Jest to największa włocławska parafia pod względem liczby parafian i jedyna na osiedlu Zazamcze.
W 2020 kościół parafialny dekretem księdza biskupa Wiesława Meringa został podniesiony do rangi sanktuarium św. Józefa.

## Historia

### Powstanie parafii
Parafia Świętego Józefa we Włocławku została wyodrębniona z terenów należących do parafii katedralnej Wniebowzięcia NMP powstała na terenie szybko rozwijającej się nowej dzielnicy Włocławka - Zazamczu. W 1974 roku otrzymano zezwolenie ówczesnych władz cywilnych na wybudowanie kościoła parafialnego. Za wykonanie planów budowy świątyni odpowiedzialny był warszawski architekt specjalizujący się w architekturze sakralnej - Władysław Pieńkowski. Do pracy duszpasterskiej na terenie parafii św. Józefa został skierowany ksiądz Michał Pietrzak. 6 czerwca 1976 roku biskup włocławski Jan Zaręba poświęcił plac na którym miał powstać nowy kościół, a 11 września 1977 roku uczestniczył w uroczystym wmurowaniu kamienia węgielnego pochodzącego z bazyliki św. Piotra na Watykanie. Poświęcony został przez papieża Pawła VI.

### Budowa kaplicy i konsekracja kościoła parafialnego
W szybkim tempie została wybudowana kaplica w dolnym kościele oraz salki katechetyczne umożliwiające prowadzenie katechezy na terenie parafii. 11 czerwca 1978 roku biskup Zaręba poświęcił kaplicę i wszystkie pomieszczenia. Zgodnie z dekretem z dnia 8 września 1978 roku ksiądz biskup Jan Zaręba erygował nową parafię powołania św. Józefa, wydzielając jej terytorium z parafii Wniebowzięcia NMP we Włocławku oraz parafii św. Stanisława we Włocławku. Proboszczem wspólnoty parafialnej został ks. Michał Pietrzak, który miał swój czynny udział od początku w okresie budowy kościoła. Uroczysta konsekracja kościoła parafialnego odbyła się 5 października 1986 roku, a dokonał jej biskup Zaręba.

### Sanktuarium św. Józefa i kaplica całodziennej adoracji
8 grudnia 2020 roku, w dzień rozpoczynający Rok Świętego Józefa ustanowiony przez papieża Franciszka, biskup włocławski Wiesław Mering swoim dekretem podwyższył rangę parafii św. Józefa we Włocławku do sanktuarium diecezjalnego, w którym będzie sprawowany kult patrona diecezji włocławskiej - św. Józefa. Podczas uroczystej eucharystii w Niedzielę Świętej Rodziny 27 grudnia 2020 biskup Wiesław Mering odczytał swój dekret, a księdza proboszcza Janusza Bartczaka ustanowił tym samym kustoszem sanktuarium. Podczas mszy św. poświęcona i otworzona została także kaplica całodziennej adoracji Najświętszego Sakramentu pod wezwaniem Świętej Rodziny, która powstała z inicjatywy ówczesnego proboszcza.
W lutym 2025 wyburzono betonową dzwonnicę przy świątyni.

### Wystrój i wyposażenie świątyni

#### Architektura kościoła
Kościół Świętego Józefa we Włocławku zbudowany został na rzucie prostokątnym. Do wzniesienia konstrukcji użyto cegieł ceramicznych, żelbetu, betonu, pustaków ceramicznych i materiałów uzupełniających. Kościół posiada dwie nawy, których granice stanowią słupy żelbetowe, które wpierają strop świątyni. Wzdłuż nawy bocznej znajdują się pomieszczenia użytkowe, między innymi zakrystia, kancelaria parafialna, kaplica całodziennej adoracji Najświętszego Sakramentu i składzik. Pod nawą boczną ulokowana jest dolna kaplica, sale katechetyczne oraz kaplica przedpogrzebowa. Okna świątyni były prefabrykowane cementowe. Po termomodernizacji kościoła okna są szklane z naklejkami przypominającymi poprzedni kształt szkiełek. 

#### Wnętrze kościoła

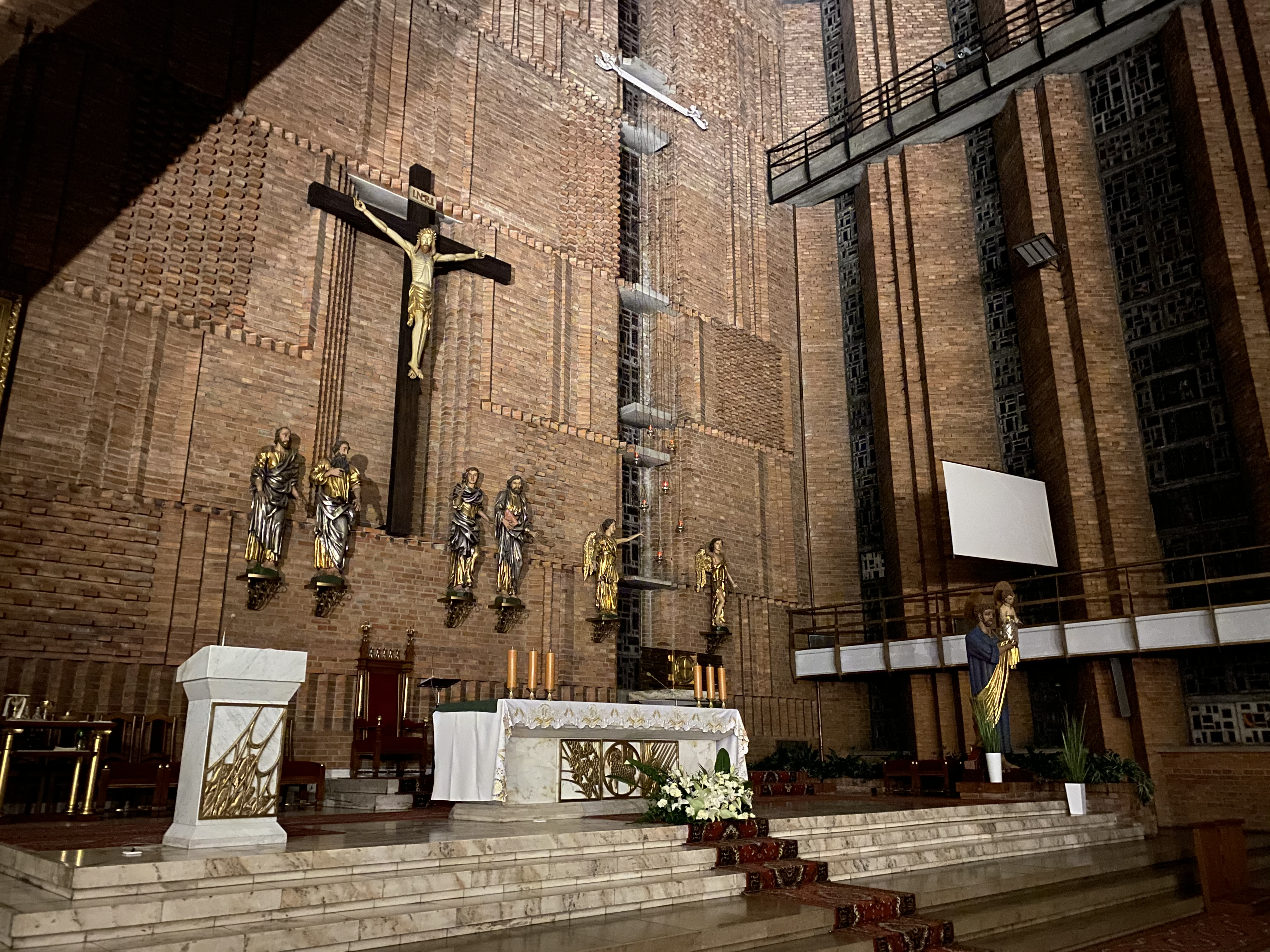
Prezbiterium kościoła św. Józefa we Włocławku

W głównej nawie znajduje się prezbiterium, na którym wzniesiony jest marmurowy ołtarz, ambona, mosiężne tabernakulum, chrzcielnica oraz miejsca siedzące dla wiernych. Na ścianie nawy wisi wielki krucyfiks otrzymany od parafii św. Katarzyny w Iwanowicach (diec. kaliska) pochodzący z I poł. XV wieku, który wymagał gruntownej rekonstrukcji. Prace mające na celu odnowienie krzyża z wizerunkiem Chrystusa Ukrzyżowanego miały miejsce w pracowni Anny Marię Torwirt w Toruniu. Wokół krzyża powieszone zostały figury czterech Ewangelistów: Marka, Mateusza, Łukasza i Jana. Nad tabernakulum wiszą figury aniołów stróżów. W prawej części nawy głównej znajduje się figura z drewna lipowego patrona parafii - św. Józefa z Dzieciątkiem Jezus, zaprojektowana przez Jerzego Machaja, wykonana przez Marka Sitarskiego z Warszawy. W nawie głównej znajduje się również kopia obrazu Matki Boskiej Częstochowskiej autorstwa Anny Torwirt. W jednym z okien został namalowany witraż ilustrujący św. Józefa autorstwa warszawskiej malarki szczególnie specjalizującej się w architekturze sakralnej.
W bocznej nawie w centralnej części ściany znajduje się ołtarz Miłosierdzia Bożego oraz ołtarze bł. księdza Jerzego Popiełuszki oraz Papieża św. Jana Pawła II. W dzień pierwszej rocznicy beatyfikacji Ojca Świętego Jana Pawła II ówczesny biskup włocławski Wiesław Alojzy Mering zainstalował relikwie Papieża Polaka oraz poświęcił ołtarze obu polskich duchownych. Wzdłuż nawy bocznej znajdują się stacje Drogi Krzyżowej, figura Matki Bożej Fatimskiej, konfesjonały. Ulokowane są również drzwi boczne prowadzące na plebanię. Pomiędzy filarami znajdują się także ławki. Posadzka po remoncie została wykonana z jaśniejszego marmuru. Zrezygnowano również z ogrzewania podłogowego, które przestało działać.
W kruchcie mieszczą się kiosk parafialny oraz schody prowadzące do dolnej części kościoła, a także na chór i balkony. 5 października 1996 roku z okazji 10 rocznicy konsekracji kościoła odsłoniona została tablica pamięci biskupa włocławskiego Jana Zaręby ufundowana przez parafian. Na jednej ze ścian kruchty znajduje się także medal Wielkiego Jubileuszu Roku 2000 zainstalowany z powodu wejścia Kościoła katolickiego w III tysiąclecie. 
W dolnej kaplicy umieszczony został ołtarz i ambona z granitu. Posadzka wykonana jest z płyt marmurowych. W korytarzu znajdują się sale katechetyczne służące w dużej mierze do spotkań wspólnot działających przy parafii. W tej części kościoła ma swoje miejsce archiwum parafii oraz toaleta.

#### Otoczenie kościoła
Kościół otacza dookoła duży, oświetlony i nagłośniony plac, na którym znajduje się Plebania oraz parking dla uczestników liturgii lub interesantów przyjeżdżających do kancelarii parafialnej. W otoczeniu plebanii znajduje się duży ogród. 
W przykościelnym ogrodzie został wzniesiony krzyż misyjny przez ojców Redemptorystów podczas Misji Świętych w 2011 roku. W roku 2022 kościół odwiedzili misjonarze oblaci, po wizycie dodań tablice upamiętniając wizytę. Na terenie zielonym wokół świątyni znajduje się również figura z wizerunkiem św. Józefa.

## Proboszczowie i administratorzy parafii
- ks. prał. Michał Pietrzak (1978-2003)
- ks. kan. Eugeniusz Strzech (2003-2020)
- ks. prał. Janusz Bartczak (od 2020)

## Duszpasterze[3]
- proboszcz: ks. prał. dr Janusz Bartczak (od 2020)
- wikariusz: ks. Bogusław Laskowski (od 2020)
- wikariusz: ks. Przemysław Pankowski (od 2020)
- wikariusz: ks. Adrian Szczap  (od 2022)
- rezydent: ks. Rafał Pęksa (w parafii od 2021)
- kapelan: ks. Piotr Kaczmarek (w parafii od 2017)

## Kościoły
- kościół parafialny: kościół św. Józefa we Włocławku
- kościół rektoralny: kościół Miłosierdzia Bożego w Wieńcu-Zdroju

## Wspólnoty i grupy parafialne[4]
- Apostolat Margaretka
- Apostolat Maryjny (Stowarzyszenie Cudownego Medalika)
- Domowy Kościół
- Duszpasterstwo Niesłyszących i Głuchych
- Duszpasterstwo Służby Zdrowia Diecezji Włocławskiej
- Koło Obrońców Życia
- Liturgiczna Służba Ołtarza
- Odnowa w Duchu Świętym
- Piesza Pielgrzymka Włocławska na Jasną Górę "Amaranty"
- Schola dziecięca "Nutki św. Józefa"
- Wspólnota AA
- Wspólnota młodzieżowa "Amen!"
- Wspólnota Różańcowa "Koło Żywego Różańca"